# Митокаши (Сучава)
Митокаши (рум. Mitocași) насеље је у Румунији у округу Сучава у општини Митоку Драгомирнеј. Oпштина се налази на надморској висини од 385 m.

## Становништво
Према подацима из 2002. године у насељу је живело 755 становника, од којих су сви румунске националности.